# 그XX
그XX(영어: That XX)은 대한민국의 음악 그룹 빅뱅의 G-Dragon의 노래이다. 이 노래는 2012년 9월 1일 발매된 그의 두 번째 솔로 음반 One Of A Kind에 수록 되어 있다.

## 배경
YG 엔터테인먼트는 2012년 8월 28일, YG 공식 블로그에 지드래곤의 파격적인 스타일링이 담긴 이미지와 새 싱글을 암시하는 문구를 공개했다.

## 차트 성적
이 노래는 발매와 동시에 한국의 각종 유명 음원 사이트의 1위를 차지했으며, 한국의 음원 사이트에서는 이례적으로 19세 미만 청취불가인 신곡이 발매와 동시에 차트 정상을 차지한 것은 드문 일으로 음원차트가 생긴 이래 19금곡이 차트를 휩쓴 건 처음이다. 또한 YG 엔터테인먼트는 “이 곡의 제목 등으로 인해 온라인 음원 서비스업체에 '19금' 표기를 요청할 것이다.”라고 발표했는데, 일반적으로는 19금 표기는 음원이나 앨범이 발표된 뒤 사후 심의를 통해 결정되는 것이 보통이지만, 청소년보호위원회가 음반 발매 뒤에 심의하는 유해매체물 판정에 앞서 기획사가 이같은 결정을 하는 건 이례적인 일이다. 이 노래의 뮤직 비디오에서 금지 단어에 대해서는 신호음으로 대체되었다. 뮤직 비디오에서 G-Dragon의 상대 역할으로는 YG 엔터테인먼트의 연습생 제니킴이 출연했다.

## 기타
2012년 10월 6일, 방송된 MBC 《무한도전 - 무한상사》에 게스트로 출연한 지드래곤은 자신의 곡 "그XX"를 개사해 극중 상사로 등장하는 정형돈을 디스하는 "그대리"를 선보였다. 방송 직후, 부하직원을 괴롭히는 상사에게 독설을 날리는 내용으로 직장인들에게 많은 공감을 얻었다.

## 차트
| 차트 (2012)          | 최고 순위 |
| -------------------- | --------- |
| 대한민국 (가온 차트) | 1         |